# Кауфдорф
Кауфдорф (нім. Kaufdorf) — громада  в Швейцарії в кантоні Берн, адміністративний округ Берн-Міттельланд.

## Географія
Громада розташована на відстані близько 13 км на південь від Берна.
Кауфдорф має площу 2,1 км², з яких на 19,9% дозволяється будівництво (житлове та будівництво доріг), 64,1% використовуються в сільськогосподарських цілях, 14,6% зайнято лісами, 1,5% не є продуктивними (річки, льодовики або гори).

## Демографія
2019 року в громаді мешкало 1112 осіб (+8,1% порівняно з 2010 роком), іноземців було 9,4%. Густота населення становила 540 осіб/км².
За віковим діапазоном населення розподілялося таким чином: 23,7% — особи молодші 20 років, 59,4% — особи у віці 20—64 років, 16,8% — особи у віці 65 років та старші. Було 445 помешкань (у середньому 2,5 особи в помешканні).
Із загальної кількості 156 працюючих 24 було зайнятих в первинному секторі, 47 — в обробній промисловості, 85 — в галузі послуг.